# Elecciones municipales del Callao de 2006
Las elecciones municipales del Callao de 2006 se llevaron a cabo el 19 de noviembre de 2006 para elegir al alcalde y al Concejo Provincial del Callao. La elección se celebró simultáneamente con elecciones regionales y municipales (provinciales y distritales) en todo el Perú.

## Sistema electoral
La Municipalidad Provincial del Callao es el órgano administrativo y de gobierno de la Provincia Constitucional del Callao. Está compuesta por el alcalde y el Concejo Provincial.
La votación del alcalde y el concejo se realiza en base al sufragio universal, que comprende a todos los ciudadanos nacionales y no nacionales mayores de dieciocho años, empadronados y residentes en la provincia del Callao y en pleno goce de sus derechos políticos.
El Concejo Provincial del Callao está compuesto por 15 regidores elegidos por sufragio directo para un período de cuatro (4) años, en forma conjunta con la elección del alcalde (quien lo preside). La votación es por lista cerrada y bloqueada. Se asigna a la lista ganadora los escaños según el método d'Hondt o la mitad más uno, lo que más le favorezca.

## Composición del Concejo Provincial del Callao
La siguiente tabla muestra la composición del Concejo Provincial del Callao antes de las elecciones.
| Partidos | Partidos                                          | Regidores |
| -------- | ------------------------------------------------- | --------- |
|          | Movimiento Político Independiente Chim Pum Callao | 9         |
|          | Partido Aprista Peruano                           | 3         |
|          | Perú Posible                                      | 2         |
|          | Movimiento Independiente Callao                   | 1         |

## Partidos y candidatos
A continuación se muestra una lista de los principales partidos y alianzas electorales que participaron en las elecciones:
| Candidatura | Candidatura     | Partidos y alianzas | Candidatos | Candidatos               | Ideología                                                        | Resultado previo | Resultado previo | Ref. |
| Candidatura | Candidatura     | Partidos y alianzas | Candidatos | Candidatos               | Ideología                                                        | Votos (%)        | Reg.             | Ref. |
| ----------- | --------------- | --- | ---------- | ------------------------ | ---------------------------------------------------------------- | ---------------- | ---------------- | ---- |
|             | Chim Pum Callao | Lista - Movimiento Independiente Chim Pum Callao (Chim Pum Callao)                                                                              |            | Félix Moreno Caballero   | Regionalismo chalaco                                             | 30.76%           | 9                |      |
|             | APRA            | Lista - Partido Aprista Peruano (APRA) |            | Carlos Armas Vela        | Aprismo                                                          | 23.68%           | 3                |      |
|             | Mi Callao       | Lista - Mi Callao (Mi Callao) |            | Juan Tobalina Dávila     | Regionalismo chalaco                                             | 8.76%            | 1                |      |
|             | UN              | Lista - Unidad Nacional (UN) – Partido Popular Cristiano (PPC) – Solidaridad Nacional (SN)                                                      |            | Hugo Pedemonte Thompson  | Democracia cristiana Conservadurismo Neoliberalismo              | 6.86%            | 0                |      |
|             | SP              | Lista - Somos Perú (SP) |            | Juan León Siles          | Democracia cristiana Conservadurismo social                      | 5.42%            | 0                |      |
|             | Confianza Perú  | Lista - Confianza Perú (Confianza Perú–FD–PA) – Colectivo Ciudadano Confianza Perú (Confianza Perú) – Fuerza Democrática (FD) – Perú Ahora (PA) |            | María Castillo Carrión   | Reformismo                                                       | 1.00%            | 0                |      |
|             | UPP             | Lista - Unión por el Perú (UPP) |            | Martha Morán Salazar     | Socialdemocracia Nacionalismo de izquierda                       | 0.99%            | 0                |      |
|             | Frepap          | Lista - Frente Popular Agrícola del Perú (Frepap)                                                                                               |            | Julio Valdivia Chávez    | Israelismo Fundamentalismo cristiano Populismo                   | Nuevo            | Nuevo            |      |
|             | RN              | Lista - Restauración Nacional (RN) |            | Rubén Paredes Soto       | Liberalismo económico Conservadurismo social Humanismo cristiano | Nuevo            | Nuevo            |      |
|             | PNP             | Lista - Partido Nacionalista Peruano (PNP) |            | Jartlen Choqueneyra Lazo | Socialismo democrático Nacionalismo de izquierda                 | Nuevo            | Nuevo            |      |
|             | PDS             | Lista - Partido por la Democracia Social - Compromiso Perú (PDS)                                                                                |            | Alberto Dávila Linares   | Socialdemocracia Descentralización Progresismo                   | Nuevo            | Nuevo            |      |
|             | MAR Callao      | Lista - Movimiento Amplio Regional Callao (MAR Callao)                                                                                          |            | Fernando García Huby     | Regionalismo chalaco                                             | Nuevo            | Nuevo            |      |

## Resultados

### Sumario general
| |                                                             |              |              |              |           |           |  |  |
| Partidos y coaliciones | Partidos y coaliciones                                      | Voto popular | Voto popular | Voto popular | Regidores | Regidores |  |  |
| Partidos y coaliciones | Partidos y coaliciones                                      | Votos        | %            | ±pp          | Total     | +/−       |  |  |
| | Movimiento Independiente Chim Pum Callao (Chim Pum Callao)1 | 209,860      | 48.92        | +18.16       | 9         | ±0        |  |  |
| | Movimiento Amplio Regional Callao (MAR Callao)              | 82,917       | 19.33        | Nuevo        | 3         | +3        |  |  |
| | Partido Aprista Peruano (APRA)                              | 49,365       | 11.51        | –12.17       | 2         | –1        |  |  |
| | Mi Callao (Mi Callao)2                                      | 25,793       | 6.01         | –2.75        | 1         | ±0        |  |  |
| | Unidad Nacional (UN)                                        | 16,419       | 3.83         | –3.03        | 0         | ±0        |  |  |
| | Partido Nacionalista Peruano (PNP)                          | 14,294       | 3.33         | Nuevo        | 0         | ±0        |  |  |
| | Restauración Nacional (RN)                                  | 10,644       | 2.48         | Nuevo        | 0         | ±0        |  |  |
| | Unión por el Perú (UPP)3                                    | 10,410       | 2.43         | +1.44        | 0         | ±0        |  |  |
| | Somos Perú (SP)                                             | 3,347        | 0.78         | –4.64        | 0         | ±0        |  |  |
| | Frente Popular Agrícola del Perú (Frepap)                   | 2,454        | 0.57         | n/a          | 0         | ±0        |  |  |
| | Confianza Perú (Confianza Perú–FD–PA)4                      | 2,297        | 0.54         | –0.46        | 0         | ±0        |  |  |
| | Partido por la Democracia Social - Compromiso Perú (PDS)    | 1,228        | 0.29         | Nuevo        | 0         | ±0        |  |  |
| |                                                             |              |              |              |           |           |  |  |
| Total | Total                                                       | 429,028      |              |              | 15        | ±0        |  |  |
| |                                                             |              |              |              |           |           |  |  |
| Votos válidos | Votos válidos                                               | 429,028      | 86.91        | +1.02        |           |           |  |  |
| Votos en blanco | Votos en blanco                                             | 30,185       | 6.11         | –0.43        |           |           |  |  |
| Votos nulos | Votos nulos                                                 | 34,419       | 6.97         | –0.59        |           |           |  |  |
| Votos emitidos | Votos emitidos                                              | 493,632      | 88.05        | +3.53        |           |           |  |  |
| Abstenciones | Abstenciones                                                | 66,980       | 11.95        | –3.53        |           |           |  |  |
| Votantes registrados | Votantes registrados                                        | 560,612      |              |              |           |           |  |  |
| |                                                             |              |              |              |           |           |  |  |
| Fuente: |                                                             |              |              |              |           |           |  |  |
| Notas al pie: 1 Comparado con los resultados de Movimiento Político Independiente Chim Pum Callao (Chim Pum Callao) en las elecciones de 2002. 2 Comparado con los resultados de Movimiento Independiente Callao (Mi Callao) en las elecciones de 2002. 3 Comparado con los resultados de Agrupación Independiente Unión por el Perú - Frente Amplio (UPP) en las elecciones de 2002. 4 Comparado con los resultados de Fuerza Democrática (FD) en las elecciones de 2002. |                                                             |              |              |              |           |           |  |  |
| Notas al pie: |                                                             |              |              |              |           |           |  |  |
| 1 Comparado con los resultados de Movimiento Político Independiente Chim Pum Callao (Chim Pum Callao) en las elecciones de 2002. 2 Comparado con los resultados de Movimiento Independiente Callao (Mi Callao) en las elecciones de 2002. 3 Comparado con los resultados de Agrupación Independiente Unión por el Perú - Frente Amplio (UPP) en las elecciones de 2002. 4 Comparado con los resultados de Fuerza Democrática (FD) en las elecciones de 2002.               |                                                             |              |              |              |           |           |  |  |

## Elecciones municipales distritales

### Resultados por distrito
La siguiente tabla enumera el control de los distritos de la provincia del Callao. El cambio de mando de una organización política se resalta del color de ese partido.
| Distrito                   | Alcalde(sa) titular    | Partido político | Partido político                | Alcalde(sa) electo(a)  | Partido político | Partido político |
| -------------------------- | ---------------------- | ---------------- | ------------------------------- | ---------------------- | ---------------- | ---------------- |
| Bellavista                 | Juan Sotomayor García  |                  | Chim Pum Callao                 | Juan Sotomayor García  |                  | Chim Pum Callao  |
| Carmen de La Legua-Reynoso | Félix Moreno Caballero |                  | Chim Pum Callao                 | Juan Gavilano Ramírez  |                  | Chim Pum Callao  |
| La Perla                   | Pedro López Barrios    |                  | Movimiento Independiente Callao | Pedro López Barrios    |                  | Mi Callao        |
| La Punta                   | Wilfredo Duharte Gadea |                  | Viva La Punta                   | Wilfredo Duharte Gadea |                  | Viva La Punta    |
| Ventanilla                 | Juan López Alava       |                  | Partido Aprista Peruano         | Omar Marcos Arteaga    |                  | Chim Pum Callao  |